# Refuge Barbustel
Refuge du Lac-Blanc
Pour les articles homonymes, voir Refuge du Lac-Blanc.
Le refuge Barbustel ou refuge du Lac-Blanc se situe dans le haut vallon de Champdepraz, dans le parc naturel du mont Avic, près du lac Blanc, dans le massif du Grand-Paradis.

## Emplacement
Il se trouve au carrefour entre plusieurs parcours sur un replat vert entouré par de nombreux petits lacs alpins (le lac Cornu, le lac Blanc, le lac Noir et le lac Vallette) d'où l'on profite d'une vue sur plusieurs sommets valdôtains : le mont Avic, le Cervin et le mont Rose.

## Accès
Le refuge Barbustel peut être rejoint aussi bien à partir du hameau Ville à Champdepraz que du hameau Cort à Champorcher.

## Ascensions
- Mont Avic, 3 008 mètres
- Mont Ours, 2 717 mètres